# 万德站 (韩国)
萬德站（：／ Mandeok yeok */?）是釜山地鐵3號線沿線的一座地下車站，位於韓國釜山廣域市北區萬德洞。

## 車站結構
站體為1面2線島式月台的地下車站，候車月台設有月台幕門，並有出口共4處。
候車室和月台之間設有6部升降機和16部電扶梯。候車室位於地下1樓，月台則位於地下9樓。

### 月台配置
| 美南 ↑   |
| 下 上 \| |
| ↓ 南山亭 |

| 月台 | 路線               | 目的地         |
| ---- | ------------------ | -------------- |
| 上行 | ●釜山都市铁道3号线 | 水營、美南方向 |
| 下行 | ●釜山都市铁道3号线 | 大渚、德川方向 |

## 歷史
- 2005年11月28日：落成啟用。

## 車站周邊
- 萬德隧道
- 萬德1洞行政福利中心
- 白楊中學
- 萬德中學

## 圖片

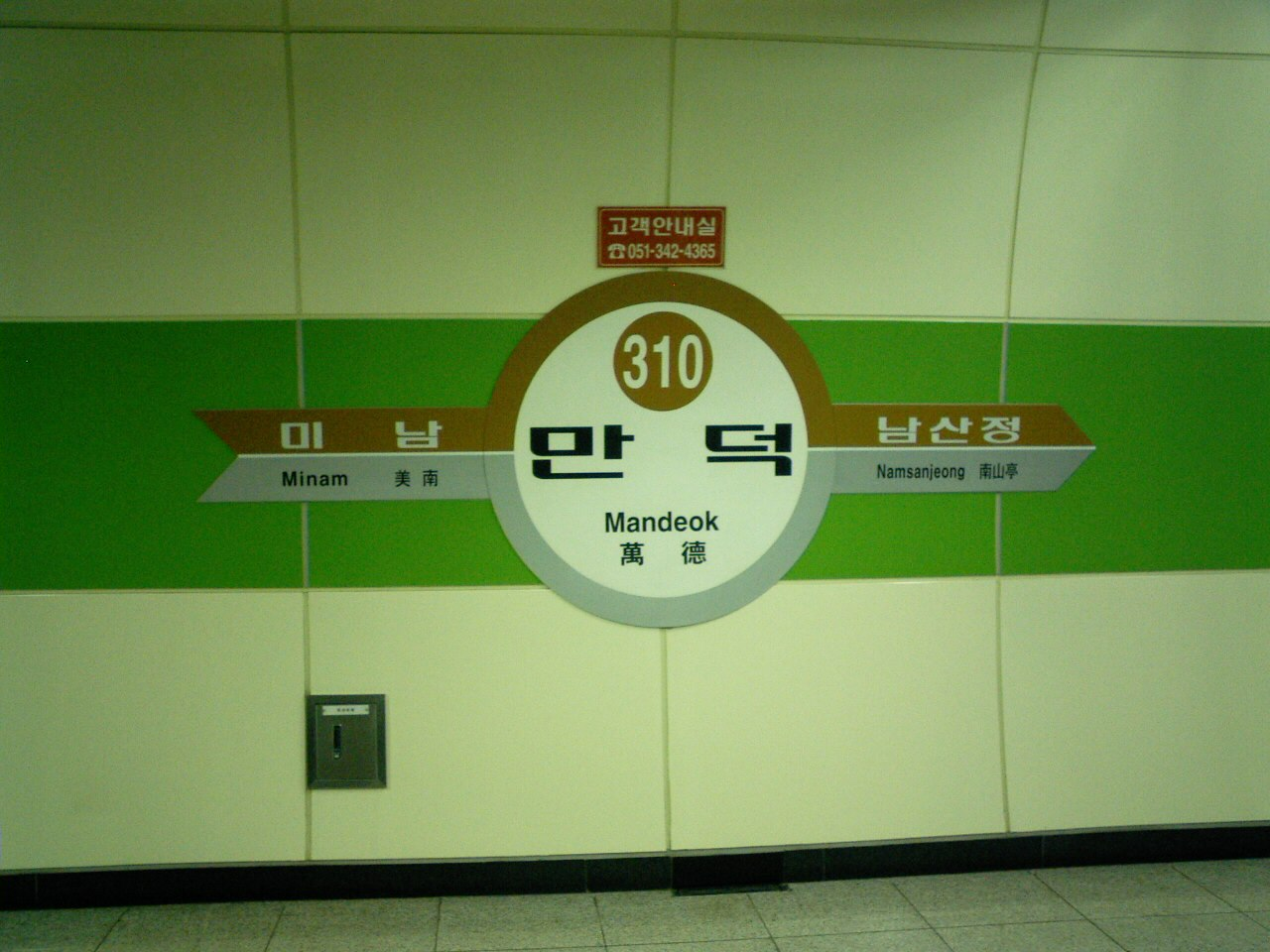
站名牌
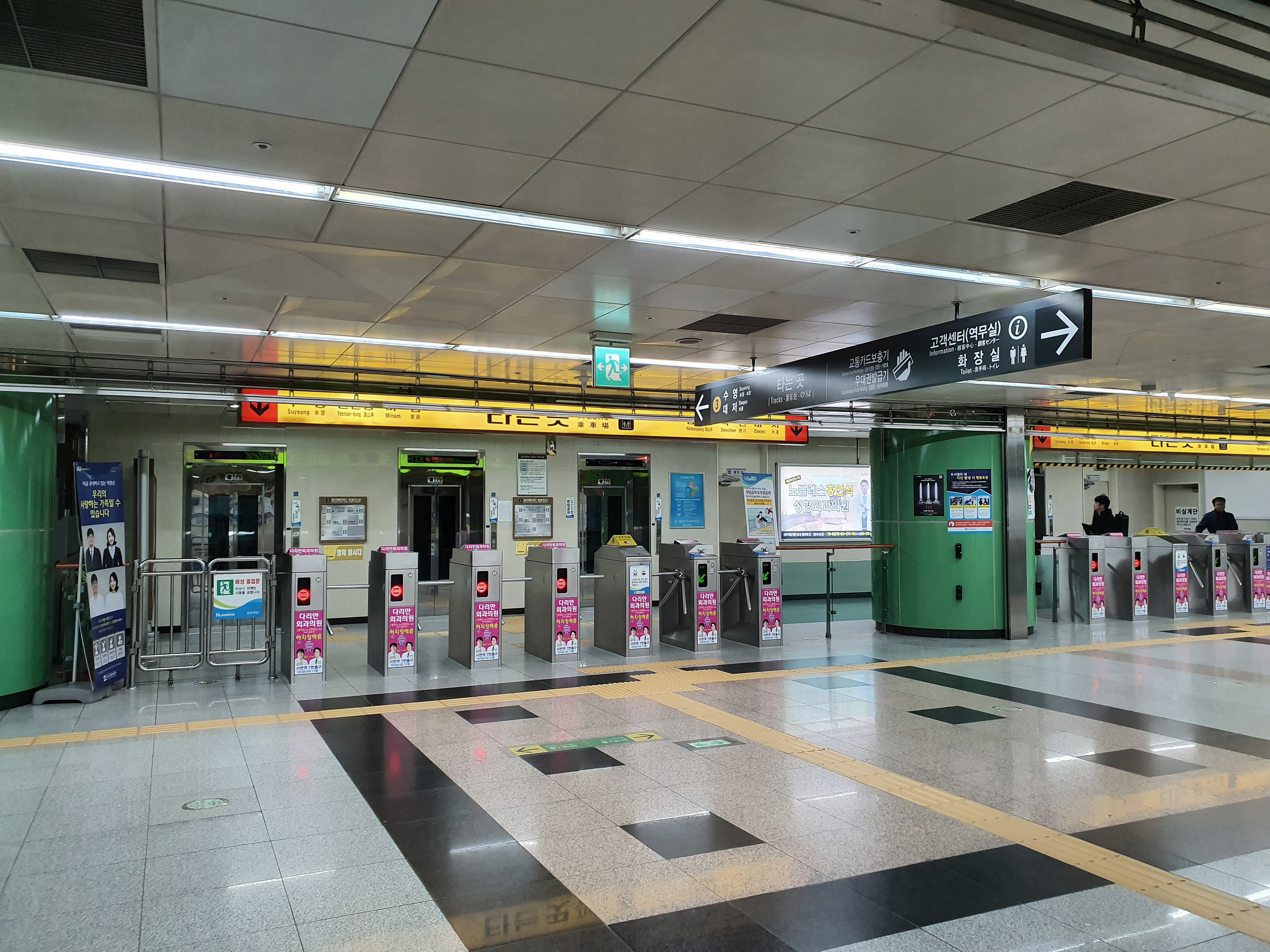
剪票閘口
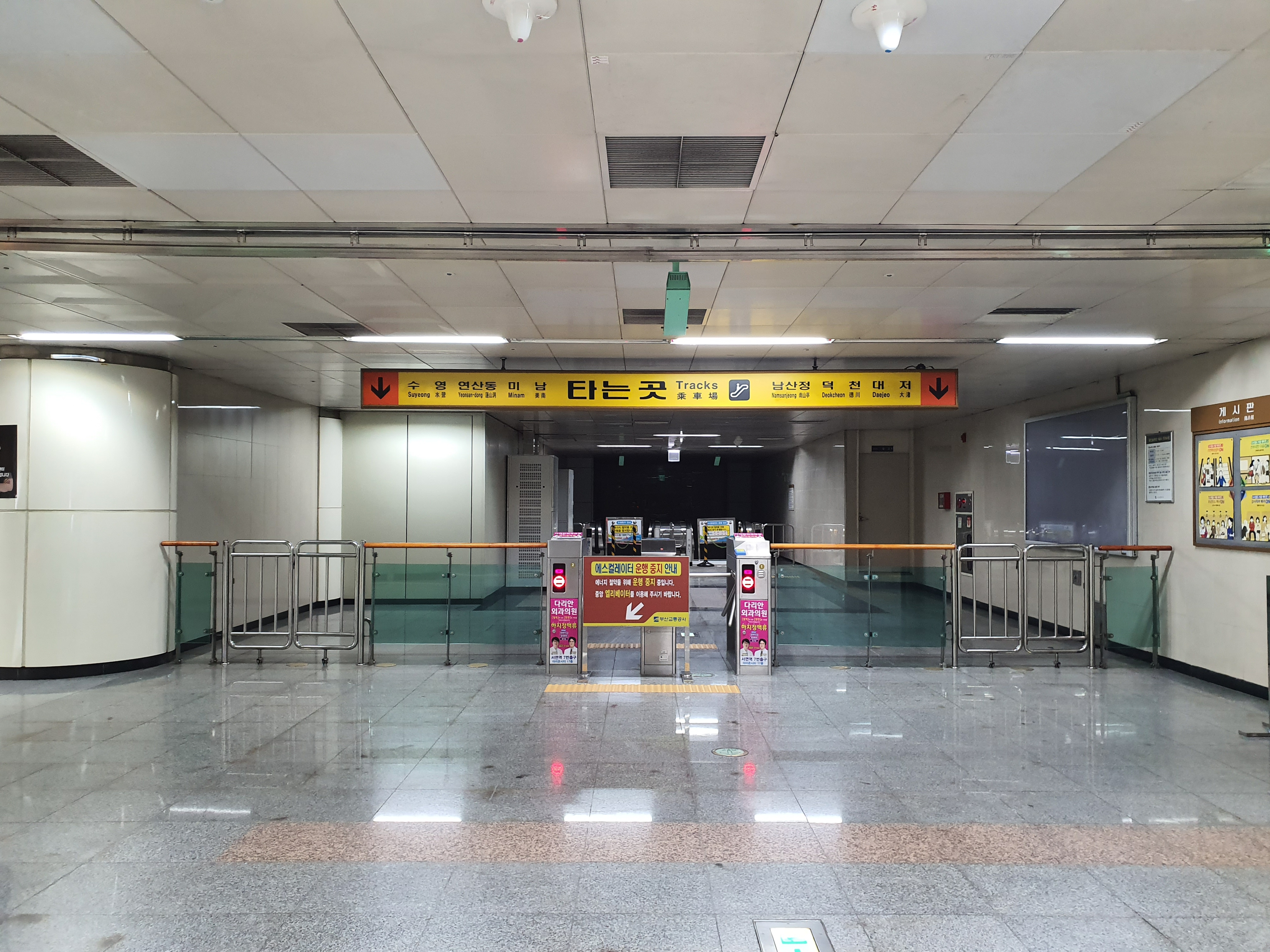
剪票閘口與電扶梯
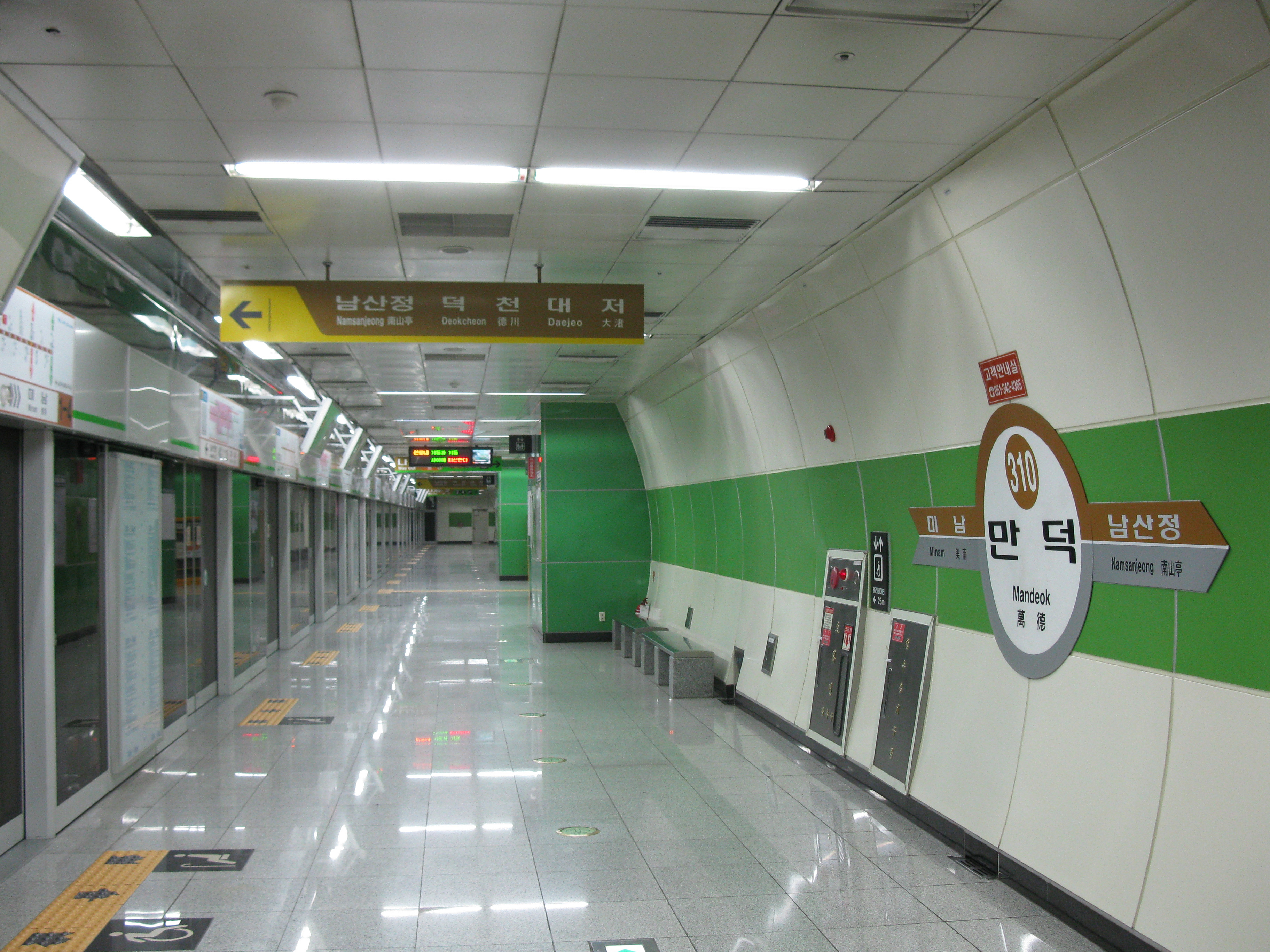
候車月台
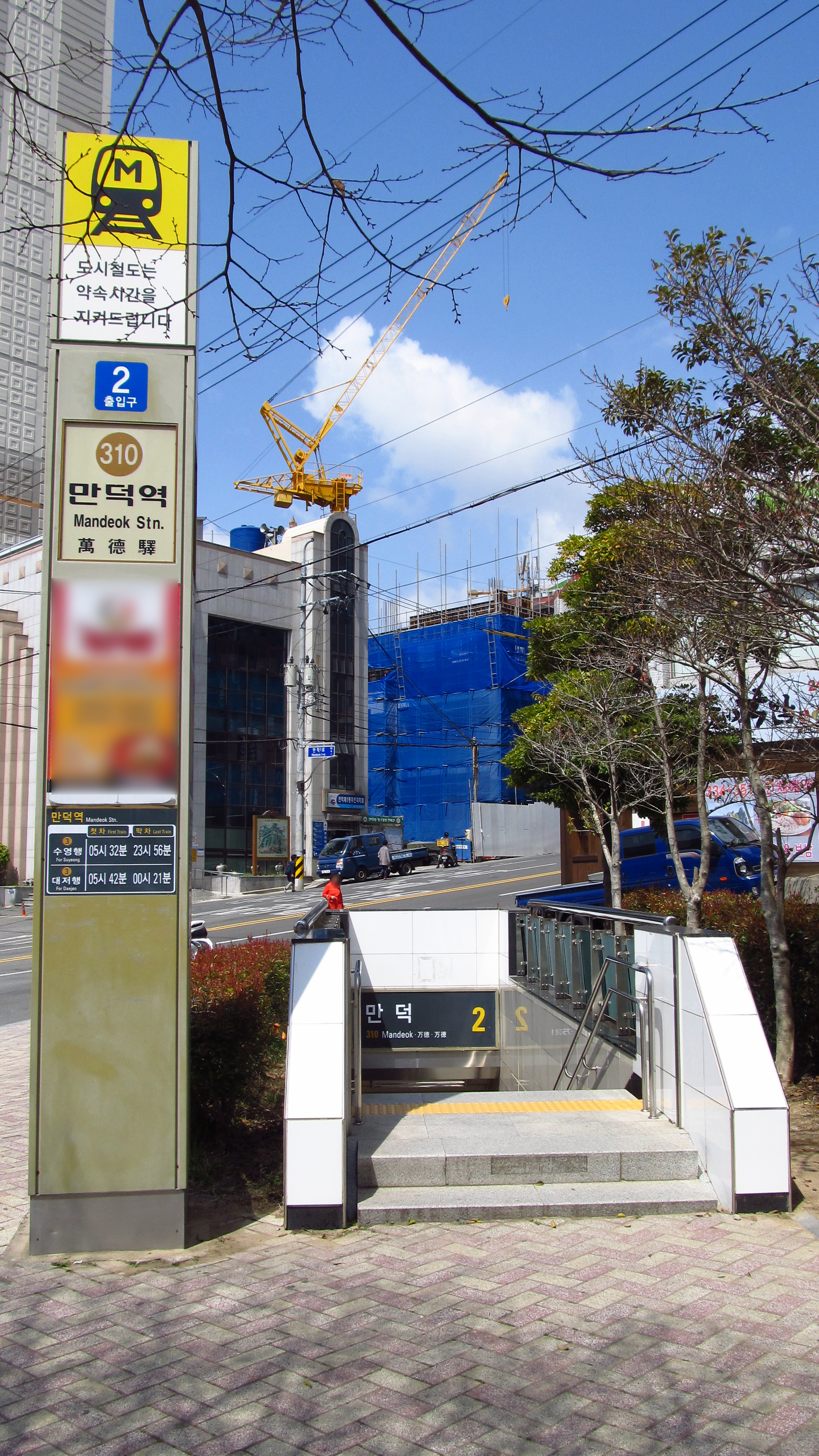
2號出口

## 相鄰車站
釜山交通公社
●釜山都市铁道3号线
美南（309）－萬德（310）－南山亭（311）